# Eciton quadriglume
Eciton quadriglume é uma espécie de formiga do gênero Eciton.